# Walter Ehling
Walter Ehling (* 9. Dezember 1898 in Spaatz, heute Ortsteil von Havelaue; † 13. Juli 1969 in Kappel, heute Ortsteil von Lenzkirch) war ein deutscher Verwaltungsbeamter.

## Leben
Ehling wurde 1946 zum Generalsekretär der Beratenden Landesversammlung des Landes Baden berufen. Anschließend war er noch bis 1947, als ihm Hans Arnold nachfolgte, Direktor des Badischen Landtags.